# همت‌آباد (اردستان)
همت‌آباد (اردستان)، روستایی از توابع بخش زواره شهرستان اردستان در استان اصفهان ایران است.

## جمعیت
این روستا در دهستان سفلی قرار دارد و براساس سرشماری مرکز آمار ایران در سال ۱۳۸۵، جمعیت آن ۲۳ نفر (۱۰خانوار) بوده‌است.

## جاذبه گردشگری
از جاذبه‌های گردشگری این روستا باید به قلعه آن اشاره کرد که خوانین در آن مسکن داشته‌اند.
همچنین درخت چنار که قدمتی بسیار دارد.